# 马礼逊号事件

馬禮遜號

馬禮遜號事件（日語：モリソン，英語：Morrison Incident）是指天保八年（公元1837年）日方炮臺對美國商船馬禮遜號進行炮擊的事件。當時馬禮遜號上承載了七名日本籍的海難倖存者。
天保八年（公元1837年），隸屬廣州美資同孚洋行（英語：Olyphant & Co.）的馬禮遜號（英語：Morrison）裝載了七名日籍海難倖存者自澳門出發前往日本，船長為D.英格索（英語：Daird Ingersoll）。6月 28日該船到達江戶灣（今東京灣）浦賀港週邊，沿岸人員發現後立即上報幕府，浦賀奉行太田資統根據文政八年（公元1825年）制定的異國船驅逐令，指示小田原藩與川越藩對馬禮遜號予以驅逐。遭到日方炮臺襲擊而無法停靠的馬禮遜號最終只得離開南下，先是試圖在伊勢灣的鳥羽靠岸，但因天氣原因未能成功。於是馬禮遜號再次試圖在九州的鹿儿岛停靠，然而當其到達鹿兒島灣山川港準備靠岸時再次遭到薩摩藩的炮擊。儘管日本當時的炮彈均為實心的鐵塊，對美國船隻的殺傷力並不大，但考慮到馬禮遜號並沒有武裝，船長依然選擇離開日本返回澳門。
翌年，長崎荷蘭商館在對幕府提交的風說書中記載了此事，這時幕府才明白此船的真實目的只是希望歸還難民及尋求通商與傳教。此事在幕府內部引發討論，應該如何應對該種情況下來訪的外國船隻。幕府內部發生的討論洩漏到民間後，田原藩家老渡邊華山與蘭學家高野長英分別著書《慎機論》與《戊戌夢物語》批判幕府魯莽的對外政策。幕府立即逮捕二人，同時牽連大量的蘭學學者下獄，史稱蠻社之獄。